# Georges Trombert
Georges Auguste Ernest Trombert (Ginevra, 10 agosto 1874 – Lione, 27 febbraio 1949) è stato uno schermidore francese, vincitore di due medaglie d'argento ed una di bronzo nella scherma ai giochi olimpici.